# Saint-Secondin
Saint-Secondin – miejscowość i gmina we Francji, w regionie Nowa Akwitania, w departamencie Vienne. Nazwa miejscowości pochodzi od imienia św. Sekundyna.
Według danych na rok 1990 gminę zamieszkiwało 525 osób, a gęstość zaludnienia wynosiła 14 osób/km² (wśród 1467 gmin regionu Poitou-Charentes, Saint-Secondin plasuje się na 539. miejscu pod względem liczby ludności, natomiast pod względem powierzchni na miejscu 88.).